# Francis Bugri
Francis Bugri (Eschwege, 1980. november 9. –) ghánai-román származású német labdarúgó, a TuS Eving-Lindenhorst középpályása.